# Oligia allecto
Oligia allecto är en fjärilsart som beskrevs av Smith 1899. Oligia allecto ingår i släktet Oligia och familjen nattflyn. Inga underarter finns listade i Catalogue of Life.